# Sierra de Luna
Sierra de Luna község Spanyolországban,  Zaragoza tartományban. Sierra de Luna Zuera, Castejón de Valdejasa, Luna és Las Pedrosas községekkel határos. Lakosainak száma 259 fő (2024).

## Népesség
A település népessége az utóbbi években az alábbiak szerint változott:
| Lakosok száma | 259  | 269  | 309  | 311  | 291  | 273  | 250  | 268  | 281  | 259  |
|               | 2001 | 2004 | 2007 | 2009 | 2012 | 2014 | 2017 | 2019 | 2022 | 2024 |